# Turó d'en Manel
El Turó d'en Manel és una muntanya de 625 metres que es troba al municipi de Valls, a la comarca de l'Alt Camp.